# Giovanni Korompay
Giovanni Korompay (* 26. April 1904 in Venedig; † 22. März 1988 in Rovereto) war ein italienischer Maler des Futurismus.

## Leben
Korompay schloss sich gemeinsam mit seinem Bruder Francesco nach dem Ersten Weltkrieg den Futuristen an und gründete mit Loredana Tron und seiner Frau Magda die Gruppo futurista veneziano. Seine Werke stellte er in zahlreichen Ausstellungen aus. An der Biennale in Venedig beteiligte er sich 1926, 1936, 1942, 1960 und 1968, an der Quadriennale in Rom 1935 und 1943 sowie an der Ca’Pesari 1933, 1936, 1954 und 1960. Nach Ende des Zweiten Weltkrieges übersiedelte Korompay nach Bologna und organisierte dort gemeinsam mit Enrico Prampolini die Mostra nazionale della pittura e scultura futuriste.